# Stauntonia oligophylla
Stauntonia oligophylla är en narrbuskeväxtart som beskrevs av Merrill och Chun. Stauntonia oligophylla ingår i släktet Stauntonia och familjen narrbuskeväxter. Inga underarter finns listade i Catalogue of Life.